# Valbergtårnet
Imagem da torre.
Valbergtårnet é uma torre localizada em Valberget, Stavanger.
Construída entre 1850 e 1853, serviu como torre de observação para os guardas da cidade; mede vinte e seis metros e sessenta e seis centímetros de altura. Os custos de construção foram, originalmente, definidos em três mil e duzentos speciedaler mas terminou custando nove mil speciedaler, correspondendo a trinta e seis mil coroa norueguesa. Valbergtårnet substituiu uma torre de madeira em ruínas com aproximadamente duzentos anos de idade. A torre possuía uma ampla visão da cidade e também servia para a estabelecer a situação do tempo. A partir dela, poderiam detectar focos de incêndio e notificar moradores por toque do sino e por tiros de canhão.
Eventualmente foram feitos novos alarmes de incêndios. O último sentinela da torre de Valbergtårnet foi Tobias Sandstøl, contratado em 1904, encerrando suas atividades em 1922.
Hoje a torre abriga o museu Vekter, e é possível ver a cidade a partir do topo da torre.

## Arquiteto
Um dos principais arquitetos e desenhista da torre foi Christian Grosch, que realizou uma parceria com Hans Ditlev Franciscus von Linstow assinada no Palácio Real de Oslo. Christian Grosch também criou outras construções arquitetônicas, como a Universidade de Oslo.